# George y Elizabeth Peckham
George Williams Peckham (23 de marzo de 1845) – 10 de enero de 1914) y Elizabeth Maria Gifford Peckham (19 de diciembre de 1854) – 11 de febrero de 1940) fueron un matrimonio de zoólogos que fueron pioneros como profesores, taxónomos, etólogos, aracnólogos y entomólogos estadounidenses, especializados en el comportamiento animal y en el estudio de las arañas saltadoras y las avispas.

## Estudios de ciencias naturales
Juntos, introdujeron conceptos darwinianos en la educación secundaria y comenzaron sus estudios sobre la taxonomía y el comportamiento de las arañas saltadoras (Salticidae), un gran grupo de arañas con orientación visual. Estuvieron entre los primeros taxónomos en enfatizar el valor del comportamiento en la clasificación animal. En 1889-1890, publicaron Observaciones sobre la selección sexual en arañas de la familia Attidae, y Observaciones adicionales sobre la selección sexual en arañas de la familia Attidæ, con algunas observaciones sobre la teoría de la ornamentación sexual del Sr. Wallace, entre los primeros estudios sobre la selección sexual, apoyando el concepto de Darwin contra la explicación alternativa de Wallace sobre el comportamiento de cortejo. En 1898, produjeron Sobre los instintos y hábitos de las avispas solitarias, obra considerada un clásico científico por su estilo, así como por su erudición. A diferencia del trabajo posterior de Fabre, que elogiaba la supuesta "perfección" del comportamiento de los insectos, los Peckham identificaron una serie de comportamientos que estaban sujetos a la selección natural. En 1905 publicaron una edición revisada y ampliada titulada Avispas solitarias y sociales.
Los Peckham colaboraron juntos en sus estudios durante toda sus vidas, como investigadores y educadores. De 1883 a 1909, describieron 63 géneros y 366 especies. La Sociedad Peckham de América del Norte lleva su nombre. Se dedica a la investigación de los salticidos; su publicación irregular se titula Peckhamia.